# Egmont Bonitz
Egmont Bonitz (* 29. November 1844 in Schwarzenberg/Erzgeb.; † 28. März 1926 in Dresden) war ein höherer sächsischer Staatsbeamter. Er war Geheimer Regierungsrat und Amtshauptmann.

## Leben und Wirken
Er war der Sohn des Drahtwerkbesitzers und Friedensrichters Carl Emil Bonitz in Schwarzenberg. Nach dem Besuch der Gymnasien in Magdeburg und Zwickau studierte Bonitz an den Universitäten Bonn und Leipzig Rechtswissenschaften und bestand im Jahre 1869 das Referendarexamen. Am 1. November 1871 wurde er als Hilfsreferendar beim Amtsgericht seiner Geburtsstadt Schwarzenberg angestellt. 1874 trat er nach bestandener juristischer Staatsprüfung in den sächsischen Staatsdienst über und wurde Bezirksassessor bei der neuerrichteten Amtshauptmannschaft Schwarzenberg. 1879 erfolgte seine Ernennung zum Regierungsassessor, später wurde er zur Amtshauptmannschaft Zwickau versetzt, 1884 zum Regierungsrat bei der dortigen Kreishauptmannschaft befördert und 1892 unter Verleihung des Ranges als Oberregierungsrat zum Vorstand (Amtshauptmann) der Amtshauptmannschaft Auerbach ernannt. 
1896 wurde ihm unter Beförderung zum Geheimen Regierungsrat die Stelle des ersten Rates bei der Kreishauptmannschaft Bautzen übertragen; 1898 als Vortragender Rat in das sächsische Ministerium des Innern berufen, wurde er 1901 zum Präsidenten der Königlich Sächsischen Brandversicherungskammer ernannt und 1907 durch Verleihung des Titels und Ranges als Geheimer Rat ausgezeichnet. Er starb nach seiner Pensionierung 1926 und wurde auf dem St.-Pauli-Friedhof in Dresden beigesetzt.